# Hallelujah (アン・サリーのアルバム)
『Hallelujah』（ハレルヤ）は、アン・サリーの4枚目のアルバムで、初のライヴ・アルバムである。初回盤にのみ畠山美由紀との共演曲「きよしこの夜」が収録されている。

## 解説
デビューの2001年12月12日の大阪ブルーノート、2002年末、畠山美由紀等と行った「ジョイント・ライヴ」さらに、2003年東名阪で行った「アルバム発売記念ツアーライヴ」などの音源を厳選したライヴ･アルバムとなっている。以前のアルバムに未収録の２曲（「O Bebado E A Equilibrista」「Danca da Solidao」）も収録されている。

## 収録曲
| #         | タイトル                                                       | 作詞                                    | 作曲                                   | 時間  |
| --------- | -------------------------------------------------------------- | --------------------------------------- | -------------------------------------- | ----- |
| 1.        | 「ラヴ・ソング」(Love Song)                                    | レスリー・ダンカン                      | レスリー・ダンカン                     | 6:23  |
| 2.        | 「ミスティ・ローゼズ」(Misty Roses)                            | ティム・ヘイデン                        | ティム・ヘイデン                       | 4:24  |
| 3.        | 「アイ・ウィッシュ・ユー・ラヴ」(I Wish You Love)              | シャルル・トレネ、アルバート・A・ビーチ | シャルル・トレネ、レオ・ショーリアック | 4:18  |
| 4.        | 「酒とバラの日々」(The Days of Wine and Roses)                 | ジョニー・マーサー                      | ヘンリー・マンシーニ                   | 4:35  |
| 5.        | 「ドゥ・ユー・ノウ・マイ・ジーザス」(Do you Know My Jesus)     | V. B. Vep Ellis, William F. Lakey       | William F. Lakey                       | 5:27  |
| 6.        | 「星影の小径」(Hoshikage no Komichi)                           | 矢野亮                                  | 利根一郎                               | 5:14  |
| 7.        | 「オール・アイ・ウォント」(All I Want)                         | ジョニ・ミッチェル                      | ジョニ・ミッチェル                     | 5:14  |
| 8.        | 「ヒー・ラヴズ・ユー」(He Loves You)                           | ロバート・クイン・ウイルソン            | ロバート・クイン・ウイルソン           | 6:16  |
| 9.        | 「孤独のダンス」(Dança da Solidão)                             | パウリーニョ・ダ・ヴィオラ              | パウリーニョ・ダ・ヴィオラ             | 3:53  |
| 10.       | 「酔っ払いと綱渡り芸人」(O Bêbado e a Equilibrista)            | アルジール・ブランキ                    | ジョアン・ボスコ、                     | 4:35  |
| 11.       | 「ハレルヤ」(Allelujah)                                        | マーク・E・ネヴィン                     | マーク・E・ネヴィン                    | 4:28  |
| 12.       | 「きよしこの夜 (初回盤ボーナス)」(Stille Nacht, heilige Nacht) | ヨゼフ・モール、由木康                  | フランツ・クサーヴァー・グルーバー     |       |
| 合計時間: | 合計時間:                                                      | 合計時間:                               | 合計時間:                              | 54:47 |

## 参加ミュージシャン

### 2001/12/12 OSAKA BLUE NOTE (M4,7,8,9,10)
- アン・サリー - ボーカル
- 笹子重治 - アコースティック・ギター
- フェビアン・レザ・パネ - ピアノ
- 菰淵樹一郎 - ウッドベース
- 石川智 - パーカッション
- スティーヴ・サックス - サックス、フルート

### 2002/12/24 FUKUOKA IMS HALL (M11,12)
- アン・サリー - ボーカル
- 畠山美由紀 - ボーカル(M12)
- Saigenji - アコースティック・ギター
- 高田漣 - アコースティック・ギター
- 菰淵樹一郎 - ウッドベース
- ゴンザレス鈴木 - パーカッション

### 2003/5/21 OSAKA BLUE NOTE (M6) , 2003/5/22 NAGOYA CLUB QUATTRO (M5)
- アン・サリー - ボーカル
- Saigenji - アコースティック・ギター
- 高田漣 - アコースティック・ギター
- 関淳二郎 - ギター
- Yancy - キーボード
- 菰淵樹一郎 - ウッドベース
- 石川智 - パーカッション
- 山上一美 - フルート、サックス

### 2003/5/24 TOKYO SHIBUYA-AX (M1,2,3)
- アン・サリー - ボーカル
- Saigenji - アコースティック・ギター
- 高田漣 - アコースティック・ギター
- 関淳二郎 - ギター
- 木暮晋也 - エレクトリック・ギター
- 森孝人 - エレクトリック・ギター
- Yancy - キーボード
- 菰淵樹一郎 - ウッドベース
- 石川智 - パーカッション
- 山上一美 - フルート、サックス

## 制作クレジット
- プロデューサー - ゴンザレス鈴木、アン・サリー
- エグゼクティブ・プロデューサー - 吉澤博美(BMG FUNHOUSE)
- スーパーバイザー - 山本健也(BMG FUNHOUSE)
- レコーディング＆ミキシング・エンジニア - Tadashi Nakamura
Mix at rad 2000 studio
- マスタリング・エンジニア - 滝瀬真代 (M’s disk mastaring)
Mastering at M's disk mastering Studios
- グラフィックデザイン - 小山学 (Swingarm)
- ライブ写真 - ハービー・山口
- 内部写真 - Haruhiko Iida, Reiko Udagawa

## リリース日一覧
| 地域                                                 | リリース日   | レーベル        | 規格                   | カタログ番号 | 備考         |
| ---------------------------------------------------- | ------------ | --------------- | ---------------------- | ------------ | ------------ |
| 日本                                                 | 2003年4月9日 | BMGファンハウス | 12cmCD                 | BVCR-14011   | STEREO       |
| 台湾、香港、 シンガポール、ベトナム、 ラテンアメリカ | 2003年4月9日 | BMGファンハウス | デジタル・ダウンロード | 533803613    | iTunes Store |

## タイアップ
| 曲順 | 曲名             | タイアップ                                          |
| ---- | ---------------- | --------------------------------------------------- |
| 12   | 「きよしこの夜」 | NHK-BSプレミアムドラマ 『神様のボート』テーマソング |